# Justizpalast (Augsburg)

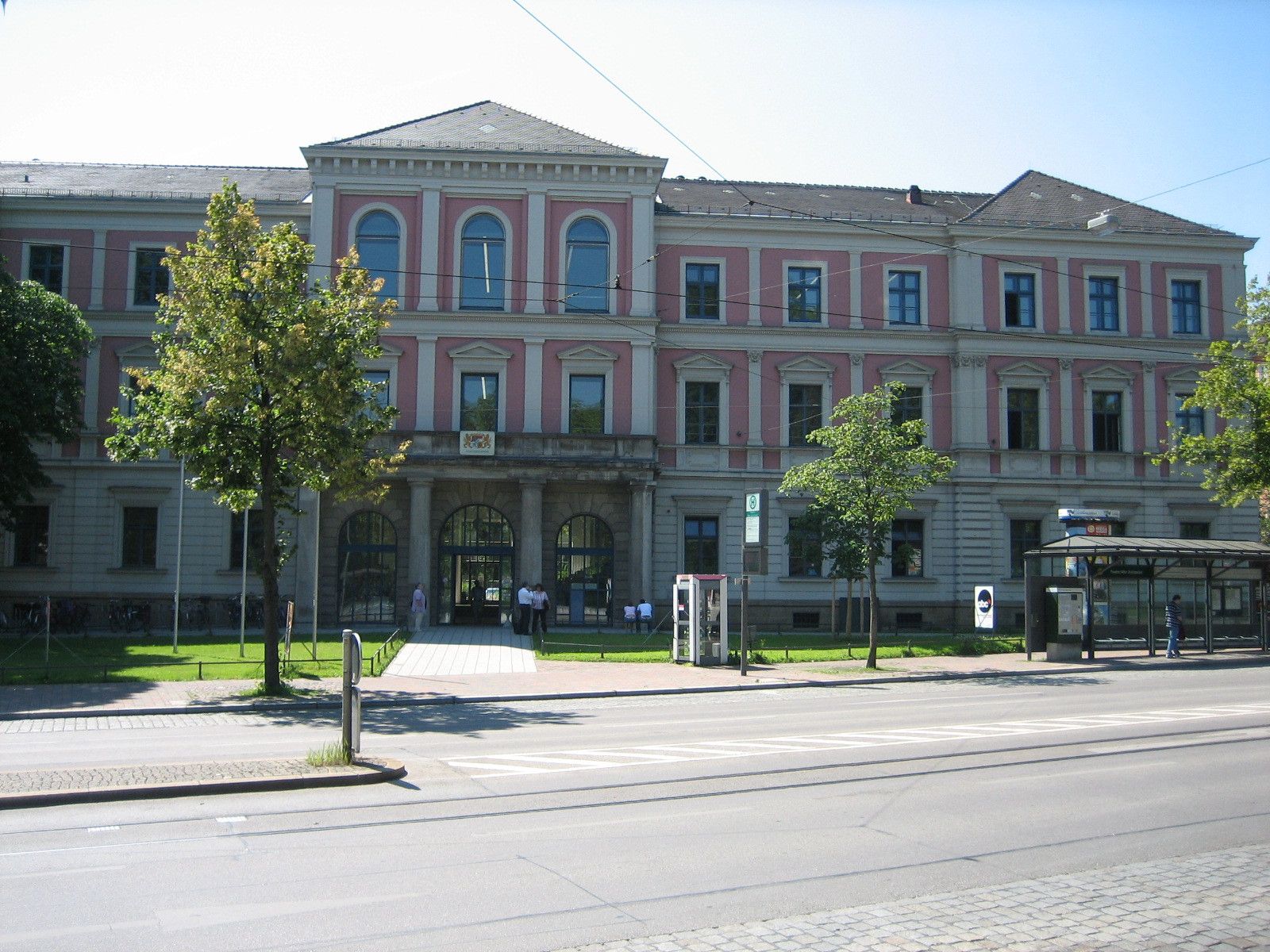
Ansicht des Justizgebäudes

Der Justizpalast (auch Justizgebäude) ist ein öffentliches Gebäude am Rand der Augsburger Altstadt, in dem sich seit 1875 das königliche Bezirks- und Stadtgericht befand. Ursprünglich waren dort sämtliche Justizbehörden untergebracht, heute beherbergt das Gebäude das Landgericht Augsburg und Teile des Amtsgerichts Augsburg.

## Geschichte
Vor dem Baubeginn gab es einen größeren Grundstückstausch zwischen der Stadt und dem Staat. Der Staat erhielt für den Neubau das Areal südlich des Alten Einlasses, einer für Maximilian I. erbauten Holzbrücke in der Augsburger Stadtbefestigung, und gab der Stadt dafür das königliche Bezirks- und Stadtgericht in der Maximilianstraße und den nahegelegenen Salzstadel. Anschließend erfolgte die Errichtung des Justizpalastes nach den Plänen von Theodor Reuter zwischen 1871 und 1875. Das königliches Bezirks- und Stadtgericht in der Maximilianstraße wurde daraufhin geschlossen und später beim Durchbruch der Hallstraße beseitigt.
Im Jahre 1923 wurde der Justizpalast aufgrund akuter Raumnot entlang der Fugger- und Schaezlerstraße erweitert. Bei den Luftangriffen in der Nacht vom 25. auf den 26. Februar 1944 erlitt das Gebäude erhebliche Bombentreffer. In den Nachkriegsjahren musste das Gericht deshalb vorübergehend an anderen Orten untergebracht werden (u. a. bis 1951 in der Hindenburg-Kaserne). Nachdem das Gebäude in etwas vereinfachter Ausführung wieder aufgebaut worden war, konnte das Gericht dort 1954 seine Arbeit wieder aufnehmen. 1972 erfolgte eine Sanierung mit neuer Fassadenfarbgebung.

## Beschreibung
Das Gebäude ist dreigeschossig mit einem einheitlichen Erscheinungsbild im spätklassizistischen Stil. Der Baukörper hat 15 Frontachsen und 21 Achsen an der Seite. Die Fassade wird durch kleinteilige Elemente wie Pilaster mit Kapitellen gegliedert.
Rund um den Stadtpflegeranger, eine kleine Grünanlage mit altem Baumbestand an der Straße Am Alten Einlaß, bildet der Justizpalast zusammen mit dem Gebäude der Staats- und Stadtbibliothek, der gegenüberliegenden „Stadtpflegeranger-Schule“ (St.-Anna-Grundschule) und dem Großen Haus des „Stadttheaters“ (heute Staatstheater Augsburg) ein eindrucksvolles Ensemble. Die vier Gebäude gehören zum Ensemble Fuggerstraße/Volkhartstraße/Schaezlerstraße, das als umfangreiches Bauensemble unter Denkmalschutz steht und in die Bayerische Denkmalliste eingetragen ist.